# Hymenolobus procumbens
Hymenolobus procumbens é uma espécie de planta com flor pertencente à família Brassicaceae. 
A autoridade científica da espécie é (L.) Nutt., tendo sido publicada em A Flora of North America: containing...1(3): 457. 1840.

## Portugal
Trata-se de uma espécie presente no território português, nomeadamente os seguintes táxones infraespecíficos:
- Hymenolobus procumbens subsp. procumbens - presente em Portugal Continental. Em termos de naturalidade é nativa da região atrás referida. Não se encontra protegida por legislação portuguesa ou da Comunidade Europeia.